# Gimo
Gimo est une localité de Suède dans la commune d'Östhammar située dans le comté d'Uppsala.

## Démographie
Sa population était de 2 796 habitants en 2020.